# Right Thru Me
Right Thru Me é uma canção da rapper trinidiana-americana Nicki Minaj para seu primeiro álbum de estúdio Pink Friday. Foi escolhida como o segundo single do CD após Your Love. Lançada em 24 de Setembro de 2010 nos EUA, foi lançado somente em 28 de Novembro no Reino Unido como Download Digital.

## Composição
Todas as canções do álbum Pink Friday foram compostas por Nicki Minaj. Right Thru Me contou com a colaboração de Stephen Hacker, Andrew Thielk, Victor Alexander, B.Evans. O riff de guitarra da canção Always With Me, Always With You do guitarrista virtuoso Joe Satriani foi sampleado, e está presente em boa parte deste single. Liricamente, a música apresenta uma presença muito grande do sintetizador, das linhas de guitarra e batidas eletrônicas. A letra é sobre uma mulher conversando com seu amante questionando: "You see right through me, how do you do that [...]?"

## Atuações Ao Vivo
Minaj cantou a música no The Wendy Williams Show em 17 de Novembro de 2010 e no Saturday Night Live em 29 de Janeiro de 2011. Também se apresentou no Live with Regis and Kelly e no Late Show with David Letterman em 29 de Novembro e em 18 de Novembro de 2010, respectivamente.

## Críticas
James Montgomery da MTV disse: "Sim, a partir de sua vasta coleção de perucas de néon para seu armário cheio de roupas skintight, Nicki é raramente, ou nunca, sutil". Rap-Up comentou que a "Barbie do Hip-Hop queria mostrar que com suas perucas coloridas está de igual para igual com os rappers". Hillary Crosley da MTV News disse: "Você pode tirar a menina do Queens, mas não pode tirar o Queens da menina". Um grande crítico americano deu à Nicki Minaj uma nota positiva dizendo: "Qual a nossa coisa favorita em Minaj? [...] Sua obsessão com brinquedos? [...] Enquanto Nicki tem nos abençoado com muitas coisas, talvez a nossa coisa favorita nela seja o fato de sermos testemunhas de o quanto ela nos surpreende."

## Desempenho nas Paradas Musicais
| Parada (2011)                                | Melhor posição |
| -------------------------------------------- | -------------- |
| Estados Unidos - Billboard Hot 100           | 26             |
| Estados Unidos - Billboard Rap Songs         | 3              |
| Estados Unidos - Billboard R&B/Hip-Hop Songs | 4              |
| Estados Unidos - Billboard Pop Songs         | 32             |
| Reino Unido - UK Singles Chart               | 71             |
| Reino Unido - UK R&B Singles Chart           | 18             |
| Austrália - ARIA Charts                      | 38             |

1. ↑  whiplash.net/